# Stanislav Jemeljanov
Stanislav Jemeljanov (rusky Станислав Емельянов, * 23. října 1990, Saransk, Mordvinsko) je ruský atlet, který se specializuje na sportovní chůzi.
První mezinárodní úspěch zaznamenal v roce 2007 v Ostravě na mistrovství světa do 17 let, kde získal zlatou medaili v chůzi na 10 km. O rok později se stal v Bydhošti juniorským mistrem světa a v roce 2009 získal v srbském Novim Sadu také titul juniorského mistra Evropy. Na mistrovství Evropy v Barceloně 2010 došel na dvacetikilometrové trati v čase 1:20:10 do cíle první. V roce 2014 mu však byl titul kvůli dopingu odebrán. 